# Southdown (Kornwalia)
Southdown – wieś w Anglii, w Kornwalii, położona na półwyspie Rame. Leży 99 km na wschód od miasta Penzance i 314 km na południowy zachód od Londynu.